# ヴァッテンフォール・サイクラシックス2006
ヴァッテンフォール・サイクラシックス2006は、ヴァッテンフォール・サイクラシックスの11回目のレース。2006年7月30日に行われた。

## 結果
ハンブルク 250.5km
| 順位 | 選手名                   | 国籍     | チーム名                           | 時間          |
| ---- | ------------------------ | -------- | ---------------------------------- | ------------- |
| 1    | オスカル・フレイレ       | スペイン | ラボバンク                         | 5時間30分03秒 |
| 2    | エリック・ツァベル       | ドイツ   | チーム・ミルラム                   | 同            |
| 3    | フィリッポ・ポッツァート | イタリア | クイックステップ・イネルゲティック | 同            |
| 4    | ニック・ニュイエンス     | ベルギー | クイックステップ・イネルゲティック | 同            |
| 5    | ゲラルト・ツィオレック   | ドイツ   | チーム・ヴィーゼンホフ＝AKUD       | 同            |
| 6    | グレゴリー・ラスト       | スイス   | フォナック                         | 同            |
| 7    | サミュエル・デュムラン   | フランス | Ag2r・プレヴォワイアンス           | 同            |
| 8    | ジュリアーノ・フィゲラス | イタリア | ランプレ・フォンディタル           | 同            |
| 9    | ダニーロ・ナポリターノ   | イタリア | ランプレ・フォンディタル           | 同            |
| 10   | マヌエーレ・モーリ       | イタリア | サウニエル・ドゥバル＝プロディール | 同            |